# Sarajevo

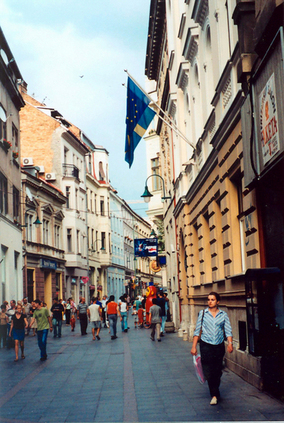
Den svenska ambassaden i Ferhadija, Sarajevo.

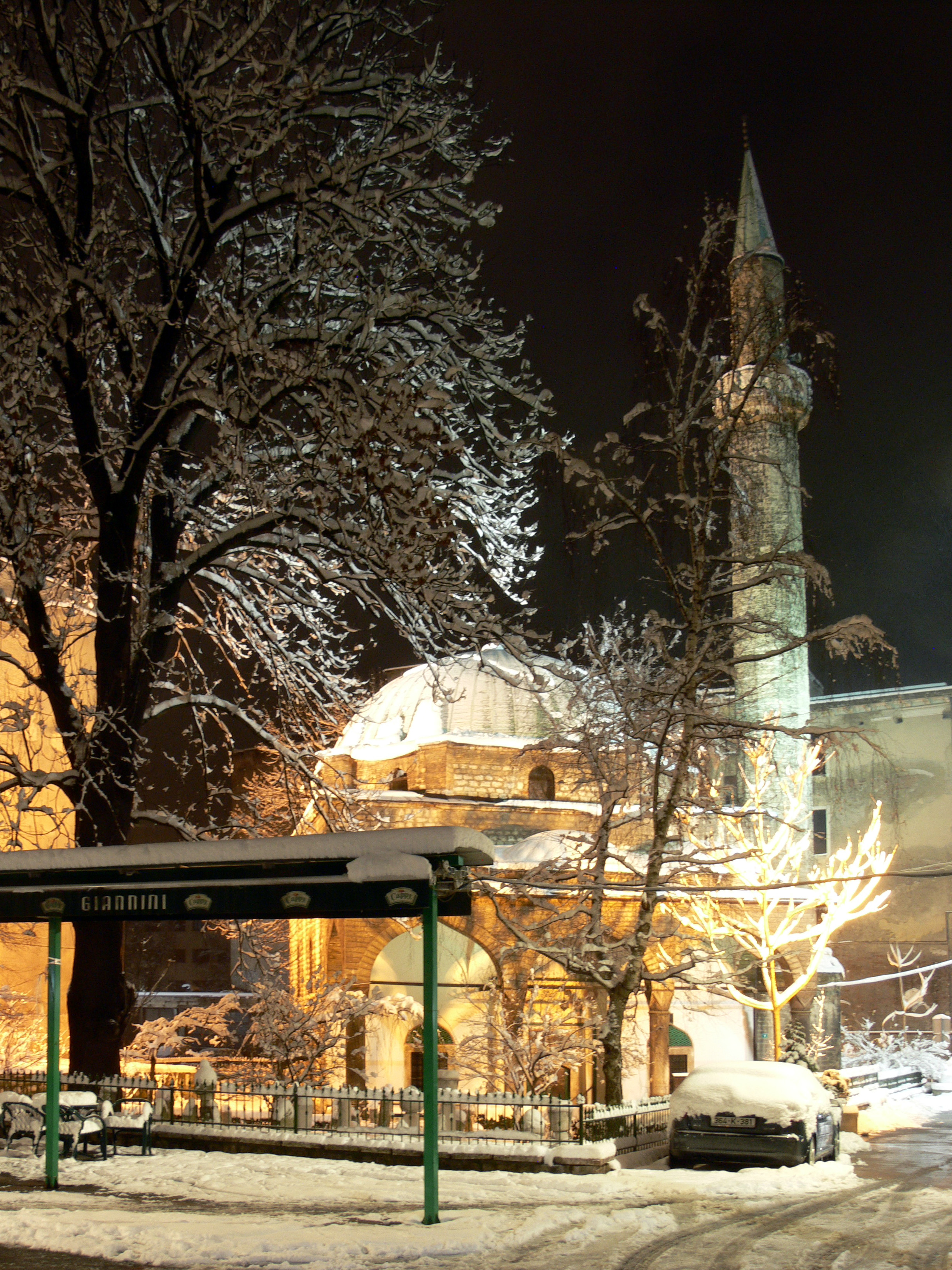
Ferhad-Begovamoskén, en av Sarajevos 96 moskéer.

Sarajevo uttal (fil) (Сарајево) är huvudstaden i Bosnien och Hercegovina. Sarajevo har ca 642 000 invånare (fyra kommuner) under juni 2008. Kommunens area är 1 900 km² (augusti 2009). Den är belägen på Sarajevofältet (500 meter över havet), omgiven av bergskedjorna Bjelasnica, Igman, Jahorina och Trebevic. Av stadens befolkning är cirka 80 procent bosniaker (muslimer), 10 procent katoliker (oftast kroater), 8 procent ortodoxa serber och 2 procent övriga.[källa behövs]
Staden blev tidigt känd som mångkulturell då den ansågs förena öst och väst. Den grundades 1461 av osmaner. 1914 mördades den österrikiske ärkehertigen Franz Ferdinand och hans maka i staden, en händelse känd som skotten i Sarajevo och som kom att bli startskottet för första världskriget. 1984 hölls de olympiska vinterspelen i Sarajevo. Bosnien och Hercegovina har föreslagit att staden ska bli ett av Unescos världsarv, med motiveringen att den är "en specifik symbol för universell multikultur".

## Historia
Området har varit bebott sedan stenåldern. Vid flera ställen grävdes rester av boplatser från cirka 2000 f.Kr. fram. Ännu äldre fynd räknas till Butmir kulturen som hade ett unikt krukmakeri.
En stad växte dock fram först på medeltiden. Staden hade länge endast ett fåtal invånare, som levde runt det centrala torg, kallat Tornjak, vilket tjänade som handelsplats. Det var en del av det dåtida Bosniens centrum, Vrhbosna.
När Bosnien senare blev en del av Osmanska riket kom Isa-beg Isakovic (som redan hade grundat staden Novi Pazar i dagens Sandžak) till Sarajevo och byggde en moské. Han lät även uppföra en byggnad för militära enheter och för administrationen (saraj). I Isa-begs vakufnama beskrevs platsen. Eftersom man på den tiden uppförde områden runt moskéer tror man  att en liten kasaba började växa fram på platsen i mitten av 1400-talet. Namnet Sarajevo dokumenterades för första gången 1477 i en arabisk urkund. Området växte mycket på grund av sin förmånliga försvarsposition. Bland annat uppfördes ett av Europas första vattenverk i staden. Snart byggdes fler moskéer och även en ortodox kyrka. Handeln tog fart och staden fick även tillgång till dricksvattenkranar; flera skolor startades och fattighus öppnades; muslimska tekijas byggdes och en carsija ("stadscentrum") växte fram. Allt fler invånare flyttade in och flera mahalas ("bostadsplatser") växte fram i utkanterna av staden med små gator, en moské och flera hus. Husen hade oftast, enligt den orientaliska traditionen, två trädgårdar; en manlig och en kvinnlig. Den manliga var vänd mot gatan och mer gjord för gäster medan den kvinnliga var vänd mot insidan och mer gjord för kvinnorna, barnen och allmänna familjetraditioner.
Majoriteten av stadens invånare var bosniaker (bosniska muslimer), med minoriteter av turkar och judar (det fanns även en synagoga i staden). Eftersom områdets kärna var de vackra sarajerna ("slotten") fick staden namnet Sarajevo ("slottets stad"). 
Sarajevo växte och expanderade till att bli Bosniens största stad och blev därför det bosniska ejaletets (administrativt område inom det osmanska riket) huvudstad. Där bodde den bosniske guvernören och flera rika bejer och paschor. En av de mest kända var Gazi-Husrev-beg, son till en bosniak från Trebinje och den osmanske sultanens dotter, som var en av de främsta krigarna i Osmanska riket. I Sarajevo bosatte han sig och öppnade en skola (Gazi-Husrev-begova medresa). Senare byggde han Sarajevos kanske ståtligaste moské (Gazi-Husrev-begova dzamija) och byggde även en bezistan (Gazi-Husrev-begov bezistan), ett klocktorn (sahat-kula) och öppnade mellan 80 och 200 affärer samt ett bibliotek (Gazi-Husrev-begova biblioteka). 
Den turkiske reseförfattaren Evliya Çelebi beskrev Sarajevo. Många besökare beskrev staden som Balkans juvel och en vacker orientalisk seher ("njutningsplats"). Under dess glanstid hade staden 120 moskéer, flera ortodoxa kyrkor, en synagoga och cirka 169 dricksvattenkranar. 
Sarajevo utsattes 1697 för en österrikisk attack under ledning av Eugen av Savojen där staden nästan helt brändes ner; den byggdes dock upp igen. Flera bränder drabbade staden under årens lopp. 
På 1700- och 1800-talen skedde flera bosniska uppror mot osmanerna, varav de flesta slogs ner brutalt. Efter att sultanen beslutat att överlämna Bosnien till Österrike-Ungern och därmed drog tillbaka sina styrkor blev Sarajevo det återigen självständiga Bosniens huvudstad. När Österrike-Ungern anföll med ungefär 200 000 soldater blev Sarajevo en av de viktigaste punkterna för den bosniska armén, på ungefär 80 000 soldater. Efter ett utdraget krig förstärkte Österrike armén med 100 000 soldater och erövrade så småningom landet.
Sarajevo blev återigen erkänt som huvudstad för Bosnien och Hercegovina. Ett stadshus byggdes upp och tillsammans med flera bredare gator, en katolsk katedral, stadsbelysning, järnväg, nya stadsdelar samt en spårvagnslinje med mera. 
Den 28 juni 1914 mördades den österrikiske kronprinsen Franz Ferdinand och hans maka Sophie av Gavrilo Princip i staden, i en händelse som kallas skotten i Sarajevo och som blev starten på första världskriget. Sarajevo klarade sig väl undan kriget. När kriget var slut 1918 blev Bosnien och Hercegovina en del av det sydslaviska rike som senare kom att heta kungariket Jugoslavien.
I april 1941 ockuperades staden av tyska och kroatiska styrkor (se ustaša). Staden fritogs den 6 april 1945 av Titos partisaner och blev en del av det nya kommunistiska Jugoslavien där den blev huvudstad i den bosniska delrepubliken. Staden fick flera nya gator och en ny järnväg, nya stadsdelar och flera fabriker och annan industri; bilar och andra fordon ökade drastiskt och staden fick flera nya byggnader och blev en modern europeisk huvudstad där flera kulturer möttes.
Staden delades in i flera delar: den gamla delen med Bascarsija och de gamla orientaliska delarna, den centrala delen med Marijin dvor där regeringshuset och stadens största gata fanns, den nya delen med Hrasno, Grbavica med mera, samt den nyaste delen med Mojmilo, Saraj polje och så vidare. Av Sarajevos befolkning var vid denna tid de flesta bosniaker med mindre grupper serber, kroater, albaner och romer.
Mellan 8 och 19 februari 1984 arrangerades de olympiska vinterspelen i staden. Alla sportanläggningar var redan ett år innan färdigställda. Den första snön föll först ett fåtal dagar före tävlingarna. På grund av starka vindar skedde många omställningar i programmet. Med 1272 atleter från 45 nationer förtäckande Sarajevo ett nytt rekord för olympiska vinterspelen.
1992 blev Sarajevo huvudstad i den nu självständiga republiken Bosnien och Hercegovina. Den serbiskkontrollerade jugoslaviska armén i Bosnien överlämnade då sina vapen till den nybildade bosnienserbiska armén (då dessa ville införliva delar av Bosnien i Serbien). Man hade redan före Bosnien-Hercegovinas självständighetsförklaring bott i bergen runt Sarajevo och belägrade nu staden helt. Befolkningen organiserade massiva protester för fred i början av april 1992. Trots de omfattande fredliga demonstrationerna var kriget ett faktum när den bosnienserbiska armén sköt mot demonstranterna och dödade Suada Dilberović och Olga Sučić. Dessa två kvinnor blev de första sarajevoborna som föll offer för kriget. Kort tid därefter skar bosnienserbiska styrkor av tillförseln av mat och förnödenheter till staden och lät stänga av dess elektricitet. Bosnienserbiska armén hade tillgång till mycket tyngre vapen än stadens försvarare, som främst bestod av dess invånare, muslimska poliser samt de så kallade gröna baskrarna (se Bosniska armén). Stadens försvarare lyckades ändå hålla belägrarna stången från stadens centrum. 10 000 Sarajevobor dödades, varav 1621 barn upp till 14 år (se Belägringen av Sarajevo). Efter fyra års belägring skrevs ett fredsavtal under. Bosnienserberna lämnade sina historiska delar av staden, Grbavica och bergen runt Sarajevo men behöll en del som fick namnet Istočno Sarajevo, "östra Sarajevo". Sarajevo har återuppbyggts efter kriget, och är den snabbast växande staden i Bosnien och Hercegovina.[källa behövs]

## Sarajevo efter kriget

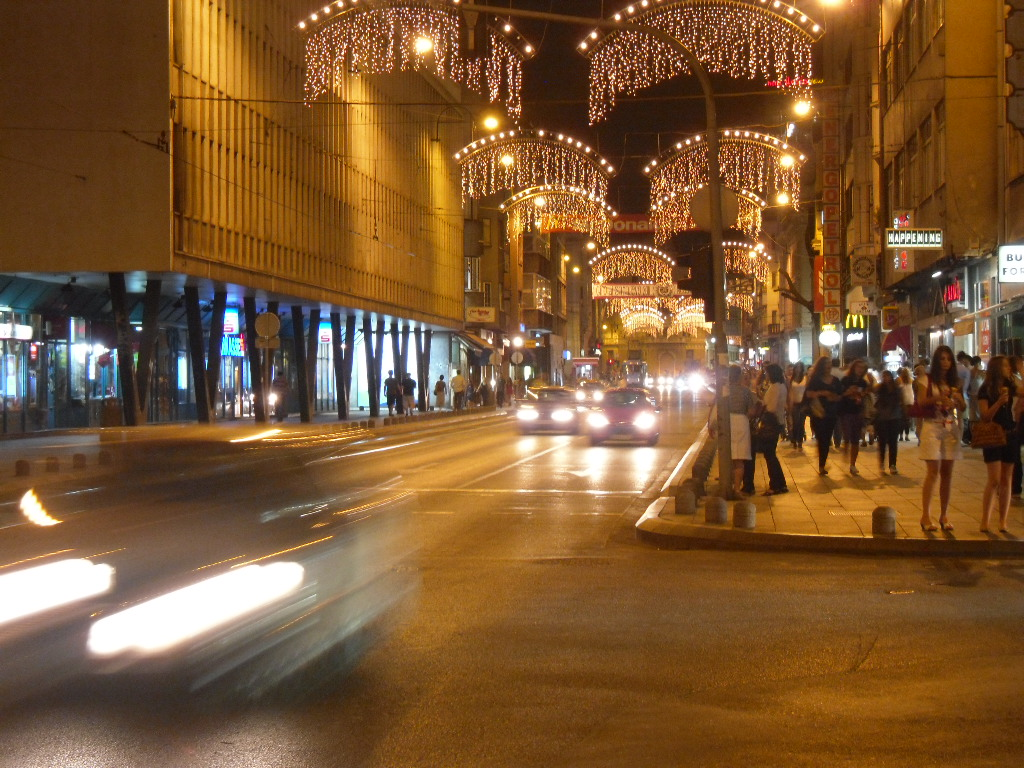
Gamla stan i Sarajevo under sommaren 2011.

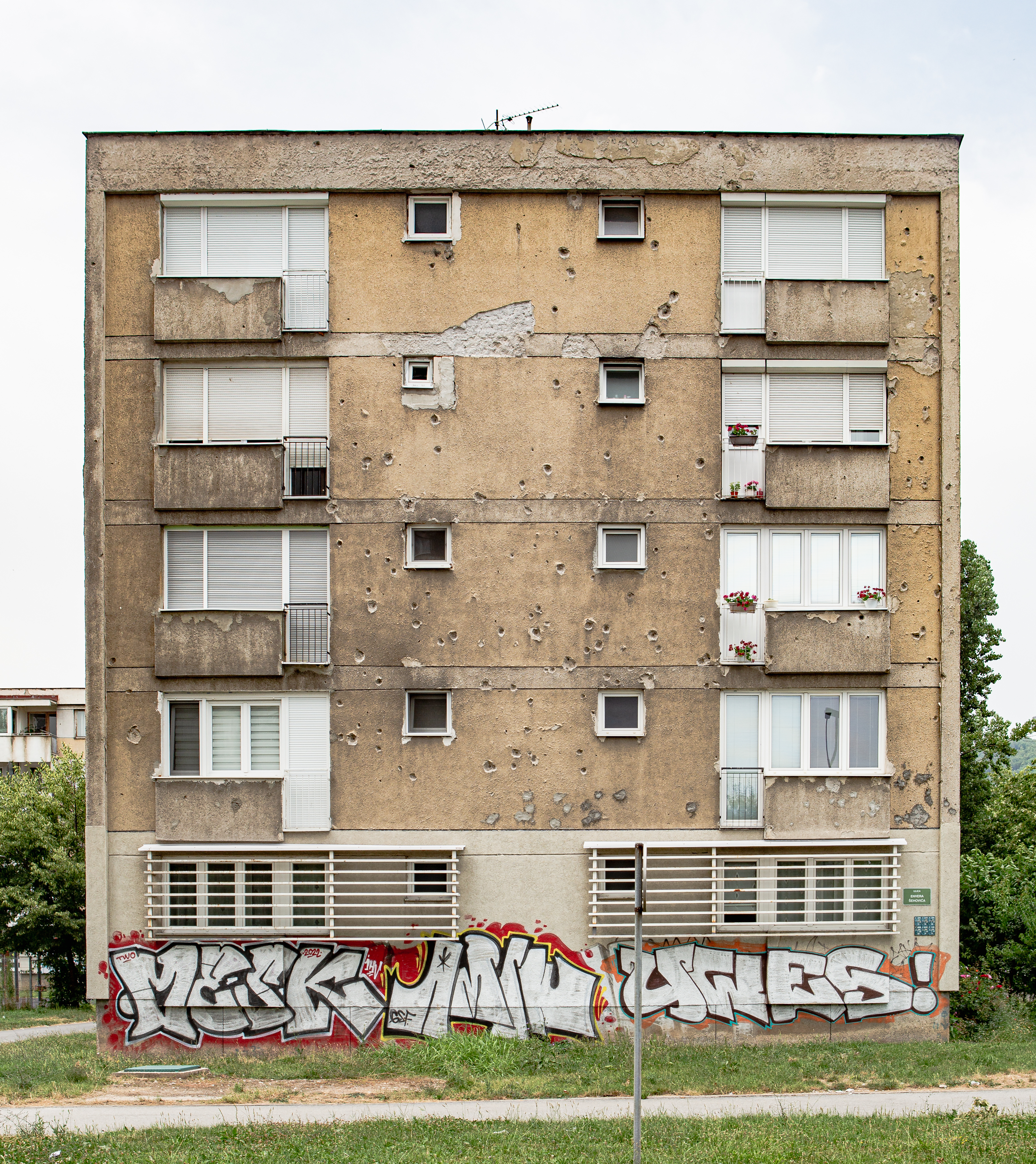
Många byggnader visar fortfarande på 2020-talet spår av kriget.

Idag är Sarajevo en av de snabbast växande städerna i sydeuropa. Bland de nya moderna byggnaderna finns Bosmal City Center, BBI Centar och Avaz Twist Tower, som med sina 176 meter är den högsta skyskrapan på Balkan. En ny motorväg blev klar 2014 mellan Sarajevo och staden Zenica inklusive Sarajevo ringled. Befolkningstillväxt och turism har lett till ökade investeringar och en snabb utveckling av stadens tjänstesektor.
Inom en nära framtid beräknas Sarajevo ha en av de mest utvecklade kommersiella infrastrukturerna i sydöstra Europa. I centrala Sarajevo invigdes 2014 ett av regionens största och modernaste shopping- och affärscentrum. Vid den nya flygplatsterminalen byggs också Airport Center Sarajevo.

## Transport
Sarajevos läge mellan bergen gör det till en kompakt stad. Smala gator och brist på parkeringsplatser begränsar biltrafiken, vilket gynnar fotgängare och cyklister. De två huvudvägarna är Titova Ulica och den öst-västliga Zmaj od Bosne motorvägen (E761).
Sarajevo är Bosniens största knutpunkt och den mest trafikerade staden i Bosnien och Hercegovina. Motorvägar eller riksvägar förbinder Sarajevo med landets större städer, som Zenica, Banja Luka, Tuzla, Mostar, Goražde och Foča. Till den ökade trafiken kring Sarajevo bidrar även turister och andra som kör via Budapest till Dalmatien.
Den transeuropeiska motorvägen, Korridor 5C, löper genom Sarajevo. Den byggs mellan Budapest i norr och Ploče vid Adriatiska havet i söder. Kostnaden har beräknats till 3,5 miljarder euro och fram till i mars 2012 hade Federationen Bosnien och Hercegovina investerat cirka 600 miljoner euro i A1. 2014 invigdes avsnitten mellan Sarajevo-Zenica och Sarajevo-Tarcin, inklusive Sarajevos ringväg.

### Spårvagn, buss, trådbuss, tåg och flyg

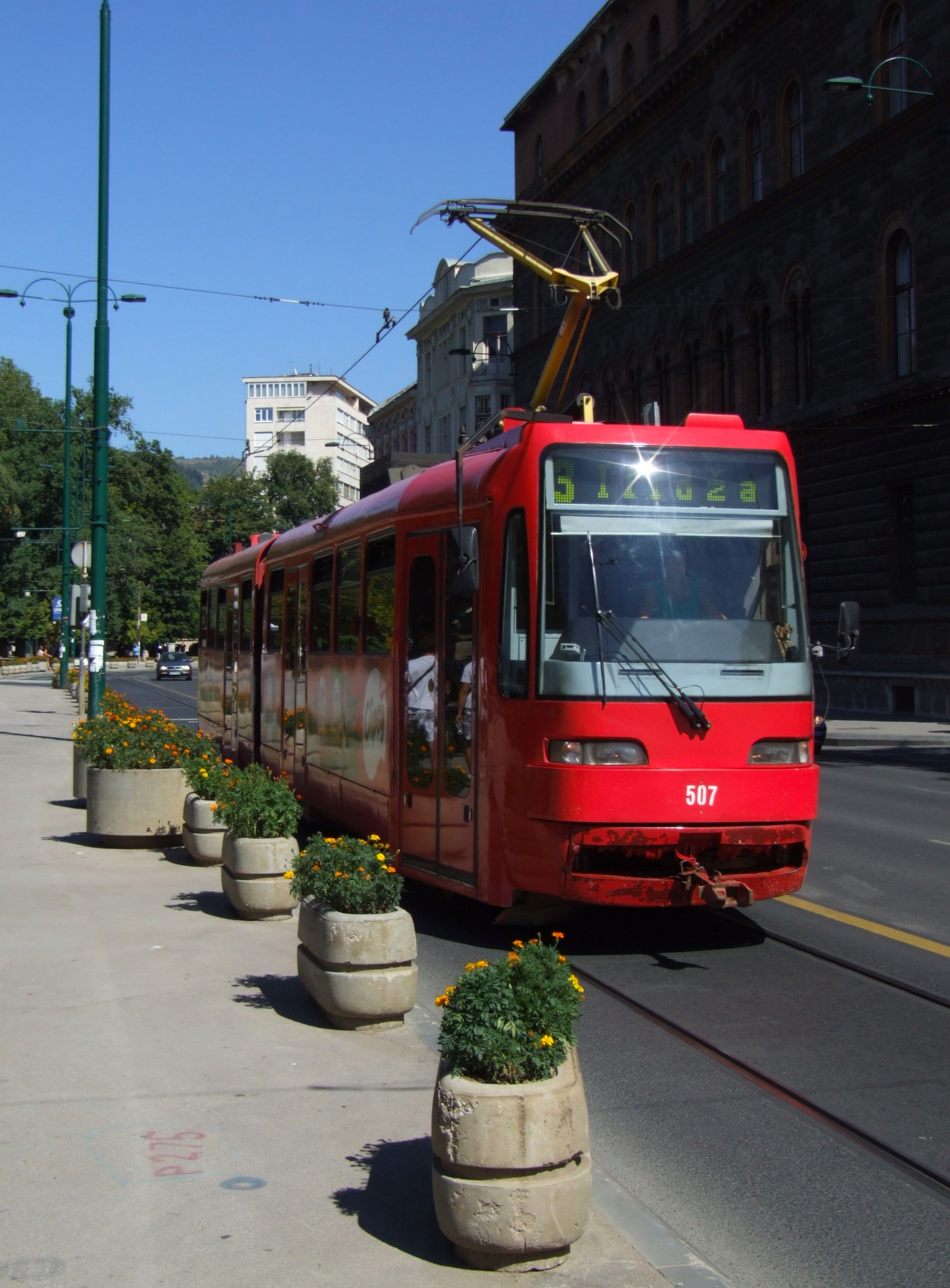
En typisk spårvagn i Sarajevo.

Sarajevos äldsta kollektiva transportmedel är spårvägen, som har rullat sedan nyårsdagen 1885. Då blev Sarajevo först i Europa – och tvåa i världen – med en spårvagnslinje som gick från gryning till skymning. Från början var vagnarna hästdragna och linjen användes som testtrafik för det österrikisk-ungerska imperiet. Spårvagnarna spelade en central roll för stadens tillväxt på 20-talet. Spårvagnen är stadens lättaste sätt att ta sig runt i centrala stan.
Det finns sju spårvägslinjer, plus fem trådbusslinjer och flera busslinjer. Centralstationen i Sarajevo ligger i stadens norra och centrala del. Därifrån går spåren västerut och förgrenas i olika riktningar, däribland till stadens industriområden. Sarajevo genomgår för närvarande en stor förnyelse av infrastruktur; många vägar och gator moderniseras och nya broar och vägar är under uppbyggnad.
Sarajevos internationella flygplats (IATA: SJJ), även kallad Butmir, ligger bara några kilometer sydväst om staden och röstades 2005 fram till den bästa europeiska flygplatsen med mindre än en miljon passagerare per år. Under kriget på 1990-talet användes flygplatsen för FN-flyg och humanitärt bistånd. Sedan Daytonavtalet trädde i kraft 1996 trafikeras flygplatsen av allt fler internationella bolag.
I november 2014 hade Sarajevo direkta flygförbindelser med Istanbul, München, Wien, Zagreb, Ljubljana, Belgrad, Zürich, Stuttgart, Köln och Stockholm.

### Framtid
För att försöka lösa problemet med trafikstockningar i Sarajevo har arkitekten  Muzafer Osmanagiċ  i studien "Eco Energy 2010-2015" föreslagit ett tunnelbanesystem under  floden Miljacka. Den första grenen av Metro Sarajevo ska ansluta Baščaršija med Otoka. Denna linje beräknas kosta cirka 150 miljoner KM och finansieras av Europeiska banken för återuppbyggnad och utveckling (EBRD). Dessutom byggs nya stora shoppingcentrum, många parker, hotell av världsklass och spa.

### Panoramabilder

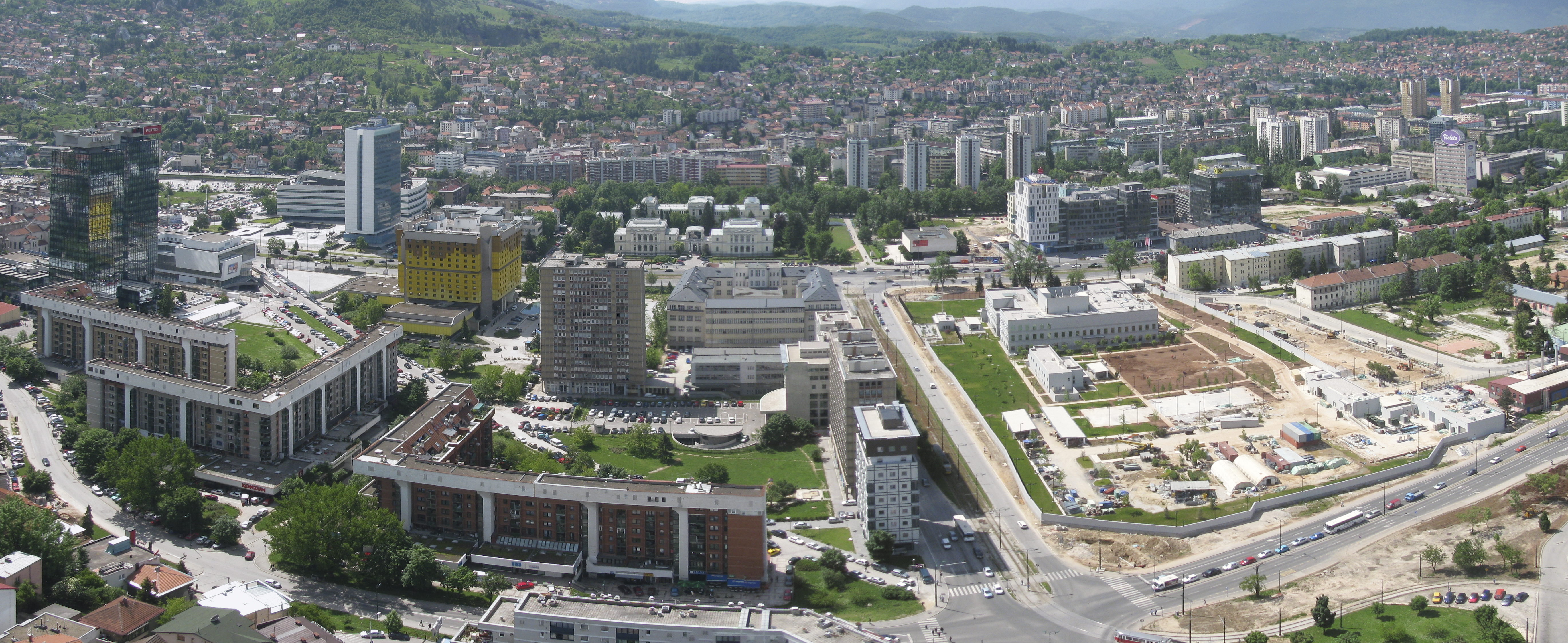
Panorama över Sarajevo. Här Marijin Dvor 2014.

Panorama över Sarajevo sett från Žuta Tabija 2016.

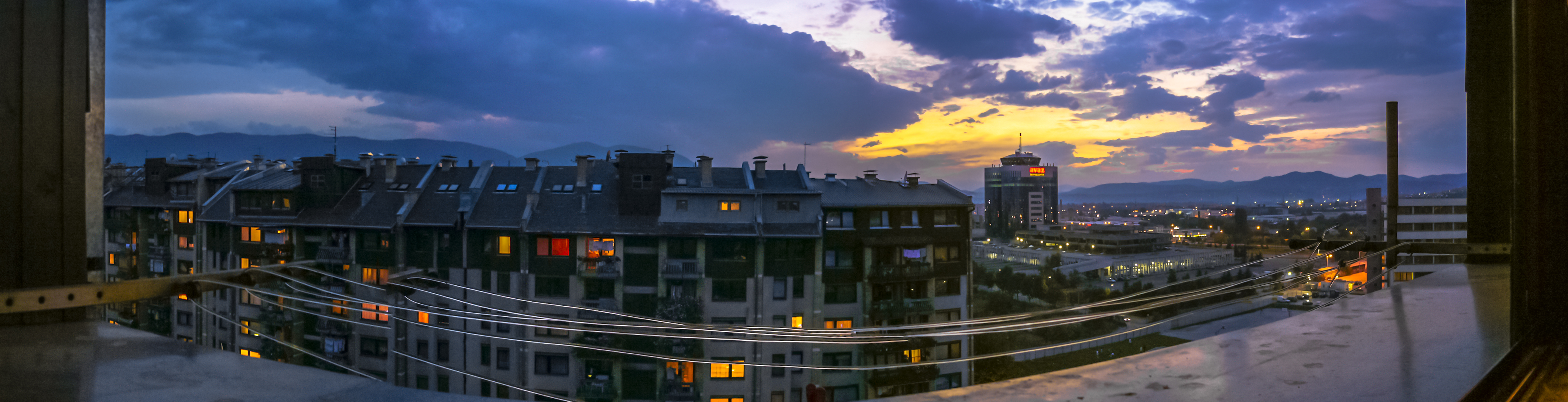
Panorama över Novi Grad, Sarajevo 2005.

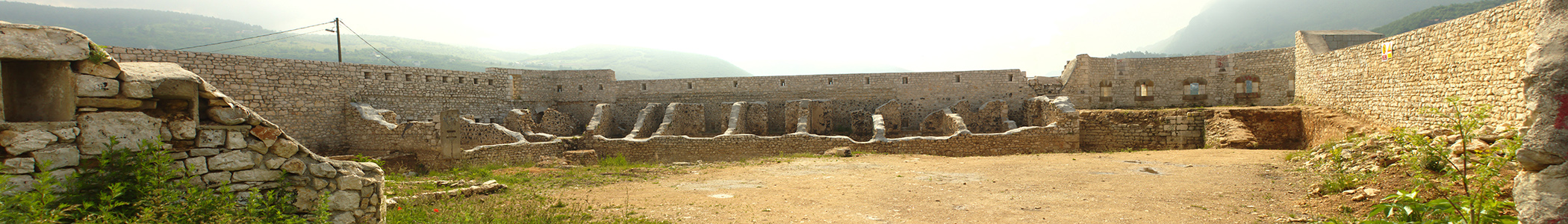
Panorama över "Bijela Tabija" 2013.

## Geografi

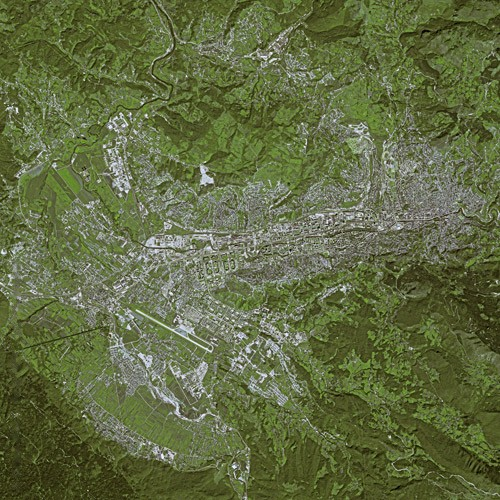
Satellitbild över Sarajevo.

Sarajevo ligger i västcentrala delen i Bosnien och Hercegovina och är belägen i Sarajevodalen i mitten av Dinariska Alperna. Staden är omgiven av skogklädda kullar och av flera stora berg som främst består av kalksten. Den högsta toppen är Treskavica (2 088 meter), sedan Bjelašnica (2 067 meter), Jahorina (1 913 meter) (6 276 fot), Romanija (1 647 meter), Trebević (1 627 meter) och det lägsta berget är Igman (1 502 meter). Bergen förutom Treskavica kallas även OS-bergen (se vinter-OS 1984 i Sarajevo). I genomsnitt är Sarajevo beläget 500 meter över havet och har ganska bergig terräng vilket leder till många branta gator. 
Floden Miljacka är en av stadens viktigaste geografiska särdrag. Den rinner genom staden från öster genom centrum av Sarajevo till västra delen av staden där så småningom möter upp med floden Bosna. Miljackas källfloder förenar sig vid staden Pale, öster om Sarajevo. Floden Bosna har sin källa, nära Ilidža (västra Sarajevo), platsen är mycket populär turistattraktion (vrelo bosne).

### Klimat
Sarajevo har ett milt kontinentalt klimat, som ligger mellan klimatzonerna i centrala Europa i norr och Medelhavet i söder. Den genomsnittliga årliga temperaturen är 9,5 °C. Januari är den kallaste månaden på året med genomsnitt -1,3 °C medan den varmaste månaden är juli med genomsnitt 19,1 °C. Den högsta registrerade temperaturen var 40,0 °C den 19 augusti 1946, medan den lägsta registrerade temperaturen var -26,4 °C den 25 januari 1942. I genomsnitt har Sarajevo 78 sommardagar per år, då temperaturen ligger på 30,0 °C eller mer.
Staden brukar oftast ha en lätt molnig himmel, med ett genomsnittligt årligt molntäcke av 59%. Den molnigaste månaden är december med i genomsnitt 75% molntäcke medan det klaraste är i augusti med 17% molntäcke. Måttlig nederbörd har staden relativt konstant under hela året, med i genomsnitt 140 dagar av regn. De lämpliga klimatförhållandena har passat bra med vintersportaktiviteter, vilka har blomstrat i regionen, som i till exempel under vinter-OS 1984.
|                                            | Jan  | Feb  | Mar  | Apr  | Maj  | Jun  | Jul  | Aug  | Sep  | Okt  | Nov  | Dec  |
| ------------------------------------------ | ---- | ---- | ---- | ---- | ---- | ---- | ---- | ---- | ---- | ---- | ---- | ---- |
| Normaldygnets maximitemperaturs medelvärde | 3    | 4    | 12   | 18   | 24   | 29   | 31   | 30   | 22   | 17   | 9    | 3    |
| Normaldygnets minimitemperaturs medelvärde | −4   | −3   | 3    | 5    | 10   | 12   | 15   | 14   | 11   | 9    | 2    | −5   |
|                                            |      |      |      |      |      |      |      |      |      |      |      |      |
| Nederbörd                                  | 51,6 | 55,3 | 36,7 | 67,4 | 68,5 | 68,0 | 72,0 | 58,2 | 96,4 | 72,6 | 80,7 | 69,9 |

| Diagram | temperaturer i °C • månadsnederbörd i mm | temperaturer i °C • månadsnederbörd i mm | temperaturer i °C • månadsnederbörd i mm | temperaturer i °C • månadsnederbörd i mm | temperaturer i °C • månadsnederbörd i mm | temperaturer i °C • månadsnederbörd i mm | temperaturer i °C • månadsnederbörd i mm | temperaturer i °C • månadsnederbörd i mm | temperaturer i °C • månadsnederbörd i mm | temperaturer i °C • månadsnederbörd i mm | temperaturer i °C • månadsnederbörd i mm | temperaturer i °C • månadsnederbörd i mm |
|         | 52 3 -4                                  | 55 4 -3                                  | 37 12 3                                  | 67 18 5                                  | 69 24 10                                 | 68 29 12                                 | 72 31 15                                 | 58 30 14                                 | 96 22 11                                 | 73 17 9                                  | 81 9 2                                   | 70 3 -5                                  |

Källa:

## Parker
En av de större parker i staden är Betanija som ligger intill Asim Ferhatović Hase-stadion (tidigare Koševostadion). Sarajevos djurpark som främst visar inhemska djur grundades 1951. Under Bosnienkriget dog nästan alla djur och djurparken öppnades åter året 1999. Vid slutet av 2010-talet registrerades varje år cirka 400 000 besökare och 38 olika djurarter.
Två andra parker är Veliki Park (Stora parken) och Mali Park (Lilla parken). Den stora parken uppkom under 1500-talet som en kyrkogård för muslimer. Kyrkogårdens ägare överlämnade området senare till staden och 1885 omvandlades kyrkogården till en park men många gravställen finns kvar. I parken invigdes 9 maj 2009 ett minnesmärke för barnen som dog under stadens belägring. Minnesmärket som föreställer en mor som skyddar sitt barn är gjort av glas och brons och skapades av konstnären Mensut Kečo. Även den lilla parken är en omvandlad muslimsk kyrkogård. Här visas bland annat byster av kända författare som Hamza Humbo och Petar Kočić.

## Administrativ indelning

### Sarajevo stad
Staden består av fyra kommuner: Stari Grad, Centar, Novo Sarajevo och Novi Grad. Dessa kommuner tillhör även Kantonen Sarajevo. Sarajevo Stad är belägen i Federationen Bosnien och Hercegovina (entitet) men är alltså hela landets officiella huvudstad.

### Kantonen Sarajevo
Kantonen Sarajevo grundades 1994 och gränserna fastställdes 1995 i och med Daytonavtalet. Idag omfattar kantonen 9 kommuner, utöver de som utgör Sarajevo stad tillhör även Hadžići, Ilidža, Ilijaš, Trnovo och Vogošća kantonen Sarajevo.

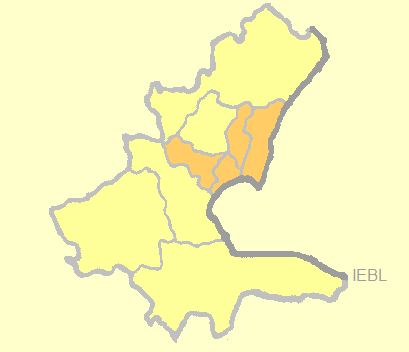
Karta över Kantonen Sarajevo, Sarajevo stad i orange färg.

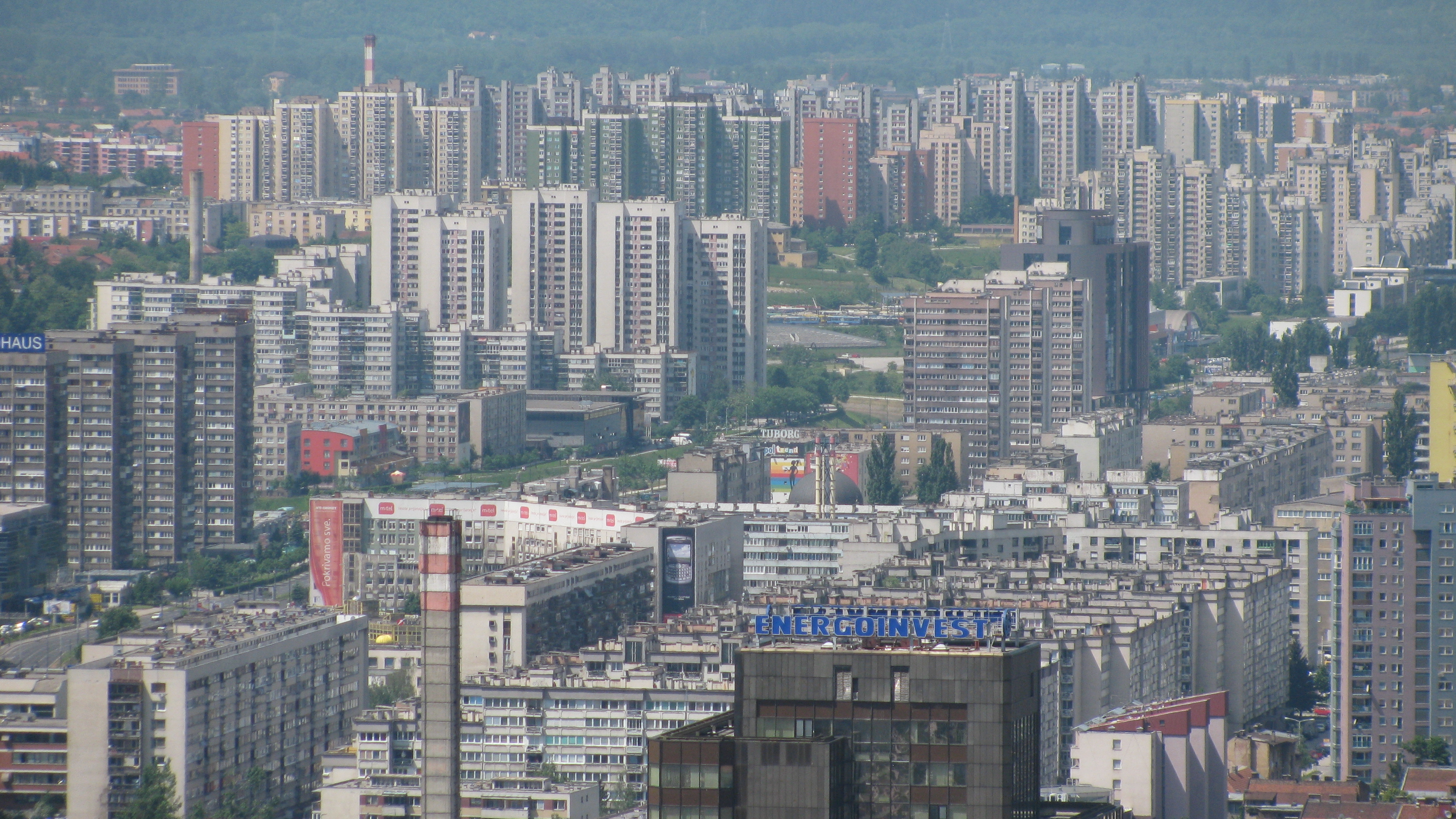
Bild över Novi Grad 2010.

## Demografi
Den senaste officiella folkräkningen i Bosnien och Hercegovina ägde rum 2013 efter kriget. I det som nu är kantonen Sarajevo bor det  413 593 invånare. 
I de fyra kommunerna som utgör Sarajevo Stad fanns det 275 524 invånare.
Utgår man från arean 141,5 km² som omfattar Sarajevo Stad utan kranskommunerna så har Sarajevo en befolkningstäthet på 2152,7 invånare/km². Flest invånare (2006) hade kommunen Novi Grad (122 636) och minst hade Stari Grad (37 975).
Kriget har även förändrat den etniska och religiösa profilen i staden. Utgår man från 2013 års siffror så hade Sarajevo Stad:
- 222 457 - bosniaker (då under benämningen "muslimer")
- 10 422 - serber
- 29 083 - Andra
- 13 604 - kroater

## Vänorter
Sarajevo har följande vänorter:
- Ankara, Turkiet
- Baku, Azerbajdzjan
- Barcelona, Spanien
- Budapest, Ungern
- Bursa, Turkiet
- Calgary, Kanada
- Collegno, Italien
- Coventry, Storbritannien
- Dayton, USA
- Ferrara, Italien
- Friedrichshafen, Tyskland
- Innsbruck, Österrike
- Istanbul, Turkiet
- Kuwait, Kuwait
- Madrid, Spanien
- Magdeburg, Tyskland
- Neapel, Italien
- Prato, Italien
- Pula, Kroatien
- Serre Chevalier, Frankrike
- Stockholm, Sverige
- Tianjin, Kina
- Tirana, Albanien
- Tlemcen, Algeriet
- Tripoli, Libyen
- Venedig, Italien
- Wolfsburg, Tyskland

## Turism
Sarajevo har en omfattande turistindustri och en snabbt växande tjänstesektor tack vare den starka årliga tillväxten inom turismsektorn. Sarajevo gagnas också av att vara både en sommar- och vinterdestination med kontinuitet i sin turism under hela året. Reseguideserien Lonely Planet har rankat Sarajevo som den 43:e bästa staden i världen, och i december 2009 noterades Sarajevo som en av de tio bästa städerna att besöka under 2010.
År 2013 besökte 312 570 turister Sarajevo, en uppgång med 17,9% jämfört med 2012, vilket ger 595 637 övernattningar, vilket är 18% fler än under 2012.